# Pasqualina Perrig-Chiello

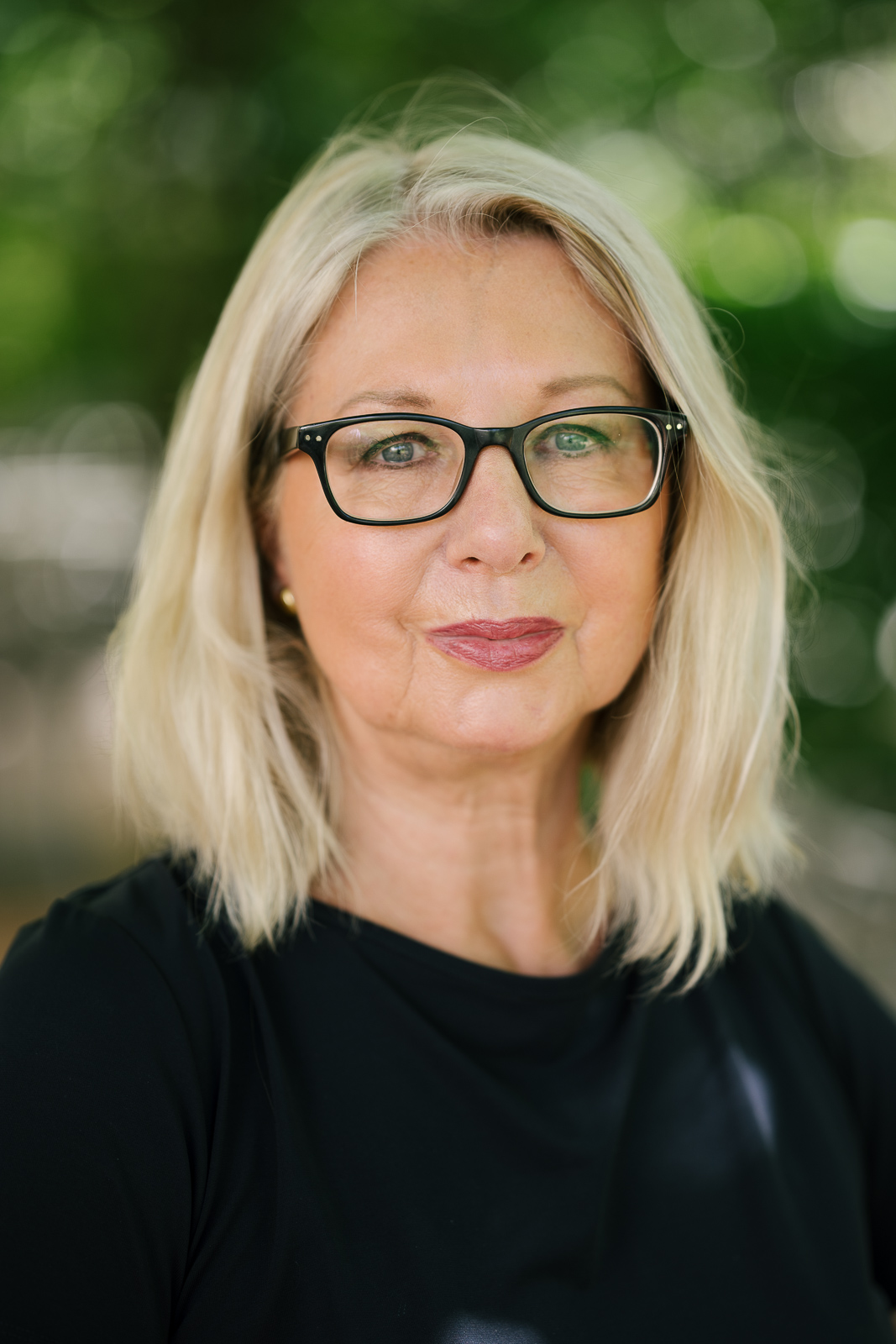
Pasqualina Perrig-Chiello 2022

Pasqua Maria Perrig-Chiello (genannt Pasqualina Perrig-Chiello) (* 7. Oktober 1952 in Bagheria (PA), Italien; heimatberechtigt in Ried-Brig) ist eine Schweizer Entwicklungspsychologin und Psychotherapeutin. Sie ist emeritierte Professorin der Universität Bern mit Schwerpunkt «Entwicklungspsychologie der Lebensspanne» – insbesondere des mittleren und höheren Lebensalters.

## Leben
Perrig-Chello kam mit ihrer Familie aus Italien in die Schweiz und ist im Wallis aufgewachsen. Sie studierte ab 1971 Heilpädagogik und Psychologie an der Universität Freiburg (Schweiz), was sie mit dem Lizentiat abschloss und wo sie anschliessend 1981 bei August Flammer (Doktorvater) und Meinrad Perrez in Entwicklungspsychologie promovierte.
Auslandsaufenthalte als Gastwissenschaftlerin führten sie 1982 bis 1984 an die University of Colorado, Boulder (Institute of Cognitive Science) sowie 1984 bis 1985 an die Universität des Saarlandes Saarbrücken (Abteilung Kognitive Psychologie, Johannes Engelkamp).
Von 1985 bis 1995 war sie Lehrbeauftragte an der Universität Basel, daneben bildete sie sich bis 1989 am Psychiatriezentrum Oberwallis am Kreisspital Brig zur Systemischen Familientherapeutin weiter.
Ab 1998 bis 2002 war sie Wissenschaftliche Direktorin des Institut Universitaire Kurt Bösch (IUKB) in Sion.
1996 wurde sie an der Universität Bern für Psychologie habilitiert, wo sie zunächst als Privatdozentin mit Lehrauftrag und ab 2003 bis zu ihrer Emeritierung 2016 als Honorarprofessorin tätig war.
1997 bis 1998 nahm sie eine Lehrstuhlvertretung Entwicklungspsychologie an der Universität der Saarlandes in Saarbrücken wahr.

## Lehre und Forschung
Ihre Lehr- und Forschungsschwerpunkte sind die Entwicklungspsychologie der Lebensspanne, insbesondere Persönlichkeitsentwicklung, biografische Transitionen (Übergänge), verschiedene Entwicklungsthemen des mittleren Lebensalters, Vulnerabilität und persönliches Wachstum, kritische Lebensereignisse und Wohlbefindensregulation, sowie familiale Generationenbeziehungen(pflegende Angehörige, Grosselternschaft u. a.). Beispielsweise in ihrem Buch Own your age erläutert sie die Lebensübergänge - wie man sich dabei neu erfinden oder verlieren kann. Durch den Erwerb von Übergangskompetenz können diese Lebensübergänge besser gelingen.
In ihrer Arbeit vertritt Perrig-Chiello einen ressourcenorientierten Ansatz, Herausforderungen fallen angesichts der geringer werdenden körperlichen, kognitiven und sozialen Ressourcen mit steigendem Alter umso mehr ins Gewicht. Sie betont die Gestaltungsmöglichkeiten des Individuums bei der Bewältigung von Lebensübergängen und sieht in Krisen auch Potenziale für positive Veränderungen. Ihre Forschung zielt darauf ab, Menschen dabei zu unterstützen, ihre Stärken zu erkennen und für ein erfülltes Leben einzusetzen.
Diesen Forschungsschwerpunkt der zweiten Lebenshälfte habe sie nach eigenen Aussagen zufällig gefunden, als sie in eine Altersstudie involviert wurde. Zunächst hatte sie sich mit dem Thema Kindheit und Jugend befasst. Die Interviews mit den hochaltrigen Menschen hätten sie beeindruckt und ihr sei klar geworden: Wenn man das Alter verstehen will, muss man auch die mittleren Jahre untersuchen.
Sie hat in zahlreichen vom Schweizerischen Nationalfonds finanzierten Projekten als Antragstellerin oder Mitantragstellerin beim Schweizerischen Nationalfonds mitgewirkt, welche ebenfalls die gesamte Lebensspanne umfassen.
Sie stellt ihre Forschungsergebnisse auch einer breiten Öffentlichkeit in allgemeinverständlicher Form zur Verfügung, so z. B. in einem Blogbeitrag zur Midlife-Crisis als Chance, was es braucht, um in späteren Jahren zufrieden zu sein und wie man sich gegen Schicksalsschläge wappnet oder zu Fragen der Liebe im Alter.
Seit 4. November 2012 ist sie Mitglied von AcademiaNet, einem Portal für herausragende Akademikerinnen und Wissenschaftlerinnen, in welches man durch Nominierung aufgrund definierter Kriterien aufgenommen wird. Die Nominierung erfolgte durch den Schweizerischen Nationalfonds.

## Akademische Funktionen
Perrig-Chiello war Mitglied des Hochschulrates der Hochschule für Pädagogik und Soziale Arbeit beider Basel von 2002 bis 2005.
Von 2003 bis 2011 war sie Mitglied des Forschungsrats der Abteilung I des Schweizerischen Nationalfonds (SNF) und zudem von 2004 bis 2011 Präsidentin der Dore-Fachkommission des SNF. Als Vertreterin des Schweizerischen Nationalfonds war sie Mitglied im Standing Committee for the Social Sciences of the European Science Foundation in Strasbourg (F) (2004 bis 2015). Sie war Präsidentin der Leitungsgruppe des Nationalen Forschungsprogrammes 52 “Kindheit, Jugend und Generationenbeziehungen im gesellschaftlichen Wandel” des SNF (2002 bis 2008), sowie Mitglied der Expertengruppe des Nationalen Forschungsprogramms 32 „Alter“ (1992 bis 1998).
Auch international hat sie sich engagiert: Als Vertreterin des Schweizerischen Nationalfonds war sie Mitglied im Standing Committee for the Social Sciences of the European Science Foundation in Strasbourg von 2004 bis 2015.

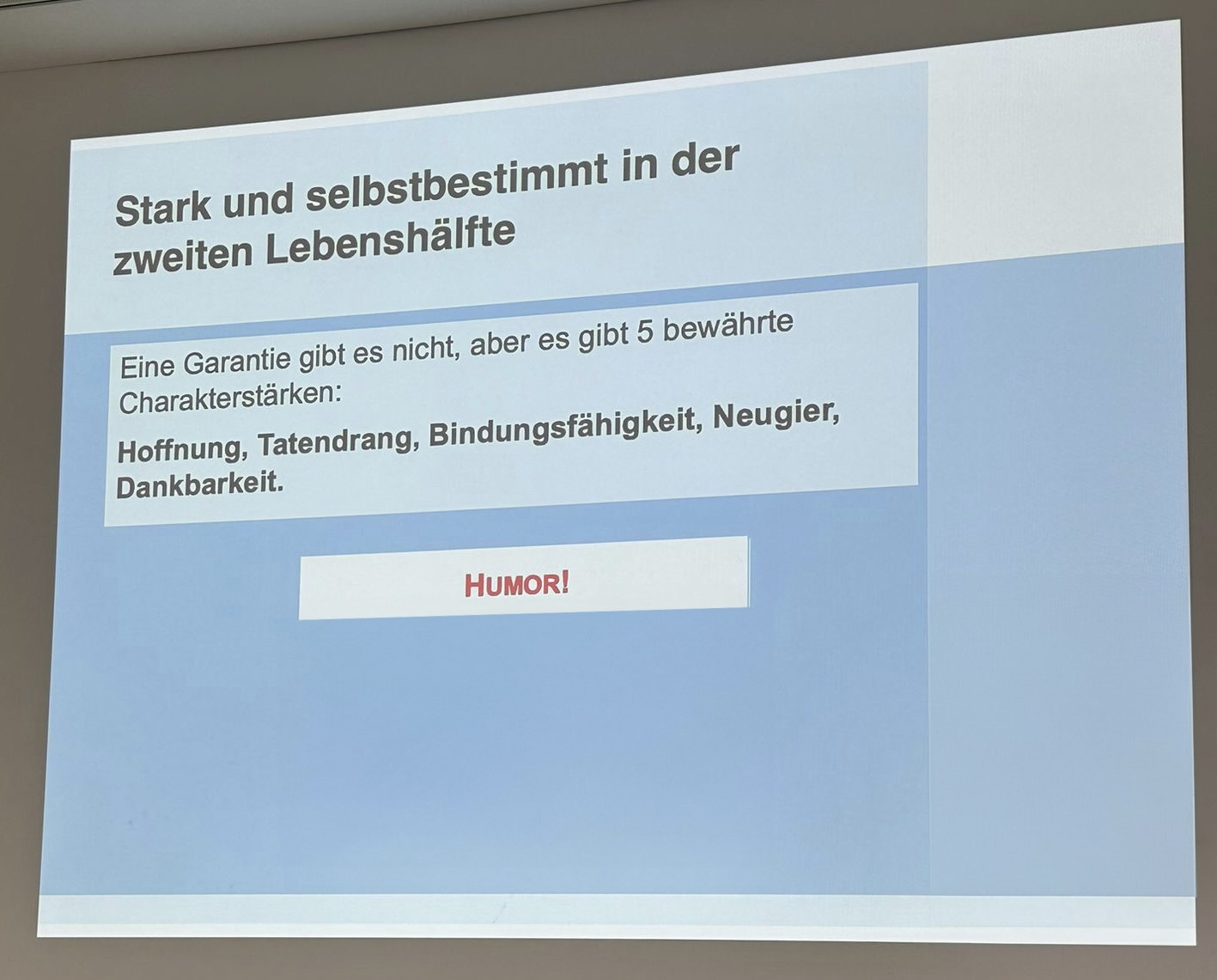
Fazit: Vortrag *Stark und selbstbestimmt in der 2. Lebenshälfte" Pasqualina Perrig-Chiello Seniorenuniversität Bern 31.5.2024

Perrig-Chiello engagiert sich für die lebenslange Bildung: Von 2017 bis 2022 war sie Präsidentin des Stiftungsrates der Senioren-Universität Bern, wo sie seit 2006 Mitglied ist und seit 2022 ist sie deren Vizepräsidentin. Als Präsidentin der Vereinigung der Schweizer Seniorenuniversitäten amtete sie von 2017 bis 2022.
Als Präsidentin des wissenschaftlichen Beirates von td-net (Transdiscipinary-net) der Akademien der Wissenschaften Schweiz war sie im Amt von 2009 bis 2015. Von 2014 bis 2018 war sie Vorstandsmitglied der Schweizerischen Gesellschaft für Positive Psychologie (Swiss Positive Psychology Association) und ist seit 2018 dort Ehrenmitglied.
Sie ist Stiftungsratsmitglied der Stiftung Mercator Schweiz seit 2017 und war dies bei Pro Senectute Schweiz von 2009 bis 2018. Seit 2020 ist sie Präsidentin des Vereins Silbernetz Schweiz - gegen Einsamkeit im Alter, welcher mit "malreden" ein kostenloses Telefonangebot gegen Einsamkeit anbietet. Seit 2024 präsidiert sie zudem den Verein "connect - gemeinsam weniger einsam", ein nationales Netzwerk gegen Einsamkeit in der Schweiz.
Darüber hinaus war und ist sie Mitglied des Herausgeberkollektivs vom Journal of Gerontopsychology and Geriatric Psychiatry (GeroPsych) und des European Journal of Ageing sowie Mitglied des wissenschaftlichen Beirates vom Swiss Journal of Psychology sowie von GeroPsych – The Journal of Gerontopsychology and Geriatric Psychiatry.

## Privates
Perrig-Chiello ist mit dem Psychologen Walter Perrig verheiratet, lebt im Wallis und hat zwei Söhne.

## Veröffentlichungen (Auswahl)
Ihre Publikationsliste umfasst mit Stand November 2024 80 peer-reviewte  wissenschaftliche Artikel, 29 Bücher (Monografien, Herausgeberschaften), 70 Buchbeiträge sowie zahlreiche weitere wissenschaftliche Artikel ohne peer review und Forschungsberichte. ResearchGate kennt mit Stand Oktober 2024 148 Publikationen, die 2'764 mal zitiert worden sind.

### Bücher
- Ihr aktuelles Buch ist  Own your Age: Stark und selbstbestimmt in der zweiten Lebenshälfte. Die Psychologie der Lebensübergänge nutzen, Beltz Verlag, Weinheim, erschienen Februar 2024, 2. Auflage April 2024, 3. Auflage August 2024. ISBN 978-3-407-86800-8.[21] Perrig-Chiello stelle eine Orientierungshilfe fürs Älterwerden zur Verfügung. Sie spricht von den besten Jahren des Lebens nach der Lebensmitte; sie erörtert, wie das Leben dann neue Freiheiten mit vielfältigen Gestaltungsmöglichkeiten eröffne. Auch mit dem hohen Alter biete sich die Chance, mit reicher Lebenserfahrung Verluste zu bewältigen und gelassen und hoffnungsvoll die Kunst des Lebens mit der des Sterbens zu verbinden.[22] Sie zeige, wie Übergänge in neue Lebensphasen als Chancen genutzt und selbstbestimmt gestaltet werden können. «Egomane Selbstoptimierung» und «rücksichtlose Statuserhöhung» können nicht mehr befriedigen, die grossen Lebensfragen «nach Sinn, Spiritualität, Liebe, Teilhabe und Verbundenheit» hingegen bleiben aktuell.[7]

- Perrig-Chiello, P, (2017). Wenn die Liebe nicht mehr jung ist. Warum viele langjährige Beziehungen zerbrechen und viele andere nicht. Bern: Hogrefe. ISBN 978-3-456-85587-5 Die Autorin und ihr Forschungsteam hat über einen Zeitraum von sechs Jahren über 2000 Personen befragt.  rund 1000 spät  Geschiedene und rund 1000 Verheiratete.[23] Anhand dieser Schweizer Langzeitstudie und unter Bezugnahme auf internationale Forschungsarbeiten wird ein Bild von Liebe, Beziehung, Sex, Treue und Krisen jenseits der jungen Erwachsenenjahre vermittelt. Erkenntnisse darüber, wie Menschen in Beziehungen miteinander umgehen und was sie von Beziehungen erwarten, eröffnen einen Einblick in eine Gesellschaft im Umbruch – und fordern zur Reflexion über das eigene Beziehungsverhalten heraus.[24]
- Perrig-Chiello, P. & Höpflinger, F. (Hrsg.)(2012). Pflegende Angehörige älterer Menschen. Bern: Huber. ISBN 978-3-456-85035-1 auch: Hogrefe Verlag Göttingen 2011 ISBN 978-3-456-95035-8
- Perrig-Chiello, P. (2011, 5. überarbeitete Auflage). In der Lebensmitte. Die Entdeckung der mittleren Lebensjahre. Zürich: NZZ libro, Verlag Neue Zürcher Zeitung. ISBN 978-3-03823-318-3

### Artikel
- Perrig-Chiello P. (2019) Widowhood. In: Gu D., Dupre M. (eds) Encyclopedia of Gerontology and Population Aging. Springer, Cham. doi:10.1007/978-3-319-69892-2_330-1
- Perrig-Chiello, P., Spahni, S., Höpflinger, F., Carr, D. (2016). Cohort and gender differences in psychosocial adjustment to later-life widowhood. Journals of Gerontology Series B: Psychological and Social Sciences, 71, 4, 765–774, doi:10.1093/geronb/gbv004
- Perrig-Chiello, P., Hutchison, S., Morselli, D. (2015): Patterns of psychological adaptation to divorce after a long-term marriage.Journal of Social and Personal Relationships,32(3) 386-405. doi:10.1177/0265407514533769
- Margelisch, K., Schneewind, K. A., Violette, J., & Perrig-Chiello, P. (2017). Marital stability, satisfaction and well-being in old age: variability and continuity in long-term continuously married older persons. Aging & mental health, 21(4), 389–398. doi:10.1080/13607863.2015.1102197
- Perrig-Chiello, P. & Hutchison, S. (2010). Health and well-being in old age – the pertinence of a gender-mainstreaming approach in research. Gerontology, 56,2,208-213. doi:10.1159/000235813
- Perrig-Chiello, P., Jäggi, S., Buschkühl, M., Stähelin, H.B. & Perrig, W. (2009): Personality and health in middle age as predictors for health, physical and psychological well-being in old age. European Journal of Ageing, 6:27–37. doi:10.1007/s10433-008-0102-8
- Perrig-Chiello, P. (2007). Mental health in public health – the necessity of a life-span perspective. International Journal of Public Health, 52,3,129-131. doi:10.1007/s00038-007-7012-y